# Рубанраут, Серж
Серж Рубанраут (англ. Serge Rubanraut, 16 марта 1948, Шанхай — 12 октября 2008, Сидней) — австралийский шахматист, мастер. Чемпион Австралии 1976 г. Бронзовый призер чемпионата Австралии 1972 г. В составе сборной Австралии участник шахматной олимпиады 1976 г. в Хайфе.
Скоропостижно скончался от сердечного приступа. Похоронен на еврейском участке Руквудского кладбища в Сиднее.

## Спортивные результаты
| Год         | Город    | Соревнование                                  | + | − | = | Результат | Место |
| ----------- | -------- | --------------------------------------------- | - | - | - | --------- | ----- |
| 1971 / 1972 | Мельбурн | Чемпионат Австралии                           | 8 | 3 | 3 | 9½ из 14  | 3—4   |
| 1975 / 1976 | Сидней   | Чемпионат Австралии                           |   |   |   |           | 1     |
| 1976        | Хайфа    | XXII Олимпиада (сборная Австралии, 4-я доска) | 4 | 4 | 2 | 5 из 10   |       |
| 1977 / 1978 | Перт     | Чемпионат Австралии                           |   |   |   |           | [ 8 ] |
| 1980        | Аделаида | Чемпионат Австралии                           |   |   |   |           | [ 9 ] |